# 1 500 mètres masculin aux Jeux olympiques d'été de 2008 (athlétisme)
Navigation
Athènes 2004 Londres 2012
L'épreuve du 1 500 mètres masculin aux Jeux olympiques de 2008 a lieu le 15 pour les séries, le 17 août pour les demi-finales et le 19 août 2008 pour la finale, dans le Stade national de Pékin.
Les limites de qualification étaient de 3 min 36 s 60 pour la limite A et de 3 min 39 s 00 pour la limite B.
Le 29 avril 2009, le CIO communique le dopage au CERA de Rachid Ramzi, gagnant de l'épreuve et lui retire officiellement son titre le 18 novembre 2009.

## Records
Avant cette compétition, les records dans cette discipline étaient les suivants :
| Record du monde  | 3 min 26 s 00 | Hicham El Guerrouj | Maroc | 14 juillet 1998   | Rome   |
| Record olympique | 3 min 32 s 07 | Noah Ngeny         | Kenya | 29 septembre 2000 | Sydney |

## Médaillés
| Or           | Argent          | Bronze      |
| Asbel Kiprop | Nicholas Willis | Mehdi Baala |

## Résultats

### Finale (19 août)
| Rang | Pays             | Athlète                 | Temps         |
| ---- | ---------------- | ----------------------- | ------------- |
| 1    | Kenya            | Asbel Kipruto Kiprop    | 3 min 33 s 11 |
| 2    | Nouvelle-Zélande | Nicholas Willis         | 3 min 34 s 16 |
| 3    | France           | Mehdi Baala             | 3 min 34 s 21 |
| 4    | Espagne          | Juan Carlos Higuero     | 3 min 34 s 44 |
| 5    | Maroc            | Abdalaati Iguider       | 3 min 34 s 66 |
| 6    | Afrique du Sud   | Juan van Deventer       | 3 min 34 s 77 |
| 7    | Bahreïn          | Belal Mansoor Ali       | 3 min 35 s 23 |
| 8    | Royaume-Uni      | Andrew Baddeley         | 3 min 35 s 37 |
| 9    | Kenya            | Augustine Kiprono Choge | 3 min 35 s 50 |
| 10   | Qatar            | Daham Najim Bashir (en) | 3 min 37 s 68 |
| 11   | Italie           | Christian Obrist        | 3 min 39 s 87 |
| 12   | Bahreïn          | Rashid Ramzi            | DSQ           |

### Demi-finales (17 août)
Les cinq premiers de chaque demi-finale et les deux meilleurs temps sont qualifiés pour la finale.
| Rang | Pays           | Athlète                 | Temps           |
| ---- | -------------- | ----------------------- | --------------- |
| 1    | Kenya          | Asbel Kipruto Kiprop    | 3 min 37 s 04 Q |
| 2    | Maroc          | Abdalaati Iguider       | 3 min 37 s 21 Q |
| 3    | Espagne        | Juan Carlos Higuero     | 3 min 37 s 31 Q |
| 4    | Italie         | Christian Obrist        | 3 min 37 s 47 Q |
| 5    | Bahreïn        | Belal Mansoor Ali       | 3 min 37 s 60 Q |
| 6    | Afrique du Sud | Juan van Deventer       | 3 min 37 s 75 q |
| 7    | Qatar          | Daham Najim Bashir (en) | 3 min 37 s 77 q |
| 8    | Allemagne      | Carsten Schlangen       | 3 min 37 s 94   |
| 9    | Canada         | Nathan Brannen          | 3 min 39 s 10   |
| 10   | Éthiopie       | Mulugeta Wendimu (en)   | 3 min 40 s 16   |
| 11   | Algérie        | Antar Zerguelaine       | 3 min 40 s 64   |
| 12   | États-Unis     | Lopez Lomong            | 3 min 41 s 00   |

| Rang | Pays             | Athlète                 | Temps           |
| ---- | ---------------- | ----------------------- | --------------- |
| 1    | Bahreïn          | Rashid Ramzi            | 3 min 37 s 11 Q |
| 2    | France           | Mehdi Baala             | 3 min 37 s 47 Q |
| 3    | Royaume-Uni      | Andrew Baddeley         | 3 min 37 s 47 Q |
| 4    | Kenya            | Augustine Kiprono Choge | 3 min 37 s 54 Q |
| 5    | Nouvelle-Zélande | Nicholas Willis         | 3 min 37 s 54 Q |
| 6    | États-Unis       | Bernard Lagat           | 3 min 37 s 79   |
| 7    | Éthiopie         | Deresse Mekonnen        | 3 min 37 s 85   |
| 8    | Algérie          | Tarek Boukensa          | 3 min 39 s 73   |
| 9    | Canada           | Kevin Sullivan          | 3 min 40 s 30   |
| 10   | Maroc            | Mohamed Moustaoui       | 3 min 40 s 90   |
| 11   | Espagne          | Arturo Casado           | 3 min 41 s 57   |
| 12   | États-Unis       | Leonel Manzano          | 3 min 50 s 33   |

### Séries
50 athlètes étaient inscrits et ont été répartis dans quatre séries.
Les cinq premiers de chaque série et quatre meilleurs temps se sont qualifiés pour les demi-finales.
| Rang | Pays             | Athlète                 | Temps                |
| ---- | ---------------- | ----------------------- | -------------------- |
| 1    | France           | Mehdi Baala             | 3 min 35 s 87 Q      |
| 2    | Nouvelle-Zélande | Nicholas Willis         | 3 min 36 s 01 Q      |
| 3    | Qatar            | Daham Najim Bashir (en) | 3 min 36 s 05 Q      |
| 4    | Algérie          | Tarek Boukensa          | 3 min 36 s 11 Q      |
| 5    | Éthiopie         | Deresse Mekonnen        | 3 min 36 s 22 Q      |
| 6    | États-Unis       | Leonel Manzano          | 3 min 36 s 67 (SB) q |
| 7    | Argentine        | Javier Carriqueo        | 3 min 39 s 36 (SB)   |
| 8    | Espagne          | Reyes Estévez           | 3 min 39 s 62        |
| 9    | Canada           | Taylor Milne            | 3 min 41 s 56        |
| 10   | Maroc            | Youssef Baba            | 3 min 42 s 13        |
| 11   | Russie           | Vyacheslav Shabunin     | 3 min 42 s 53        |
|      | Mexique          | Juan Luis Barrios       | DNS                  |

| Rang | Pays            | Athlète              | Temps              |
| ---- | --------------- | -------------------- | ------------------ |
| 1    | Kenya           | Asbel Kipruto Kiprop | 3 min 41 s 28 Q    |
| 2    | Canada          | Nathan Brannen       | 3 min 41 s 45 Q    |
| 3    | Espagne         | Juan Carlos Higuero  | 3 min 41 s 70 Q    |
| 4    | États-Unis      | Bernard Lagat        | 3 min 41 s 98 Q    |
| 5    | Algérie         | Antar Zerguelaine    | 3 min 42 s 30 Q    |
| 6    | Serbie          | Goran Nava           | 3 min 42 s 92 (RN) |
| 7    | Royaume-Uni     | Thomas Lancashire    | 3 min 43 s 40      |
| 8    | Irlande         | Alistair Ian Cragg   | 3 min 44 s 90      |
| 9    | Érythrée        | Hais Welday          | 3 min 45 s 06      |
| 10   | Arabie saoudite | Mohammed Shaween     | 3 min 45 s 82      |
| 11   | Australie       | Mitchell Kealey      | 3 min 46 s 31      |
| 12   | Swaziland       | Isaiah Msibi         | 3 min 51 s 35 (PB) |
|      | Ukraine         | Ivan Heshko          | DNS                |

| Rang | Pays           | Athlète            | Temps              |
| ---- | -------------- | ------------------ | ------------------ |
| 1    | Afrique du Sud | Juan van Deventer  | 3 min 36 s 32 Q    |
| 2    | Espagne        | Arturo Casado      | 3 min 36 s 42 Q    |
| 3    | Royaume-Uni    | Andrew Baddeley    | 3 min 36 s 47 Q    |
| 4    | Maroc          | Abdalaati Iguider  | 3 min 36 s 48 Q    |
| 5    | États-Unis     | Lopez Lomong       | 3 min 36 s 70 Q    |
| 6    | Bahreïn        | Belal Mansoor Ali  | 3 min 36 s 84 q    |
| 7    | Brésil         | Hudson de Souza    | 3 min 37 s 06      |
| 8    | Éthiopie       | Demma Daba         | 3 min 37 s 78      |
| 9    | Estonie        | Tiidrek Nurme      | 3 min 38 s 59 (RN) |
| 10   | Porto Rico     | David Freeman      | 3 min 39 s 70 (SB) |
| 11   | Kenya          | Nicholas Kemboi    | 3 min 41 s 56      |
| 12   | Équateur       | Bayron Piedra      | 3 min 45 s 57      |
| 13   | Soudan         | Abdalla Abdelgadir | 3 min 47 s 65      |

| Rang | Pays      | Athlète                 | Temps                |
| ---- | --------- | ----------------------- | -------------------- |
| 1    | Bahreïn   | Rashid Ramzi            | 3 min 32 s 89 Q (SB) |
| 2    | Maroc     | Mohamed Moustaoui       | 3 min 34 s 80 Q      |
| 3    | Kenya     | Augustine Kiprono Choge | 3 min 35 s 47 Q      |
| 4    | Italie    | Christian Obrist        | 3 min 35 s 91 Q (SB) |
| 5    | Canada    | Kevin Sullivan          | 3 min 36 s 05 Q      |
| 6    | Allemagne | Carsten Schlangen       | 3 min 36 s 34 q      |
| 7    | Éthiopie  | Mulugeta Wendimu        | 3 min 36 s 67 q      |
| 8    | Qatar     | Thamer Kamal Ali        | 3 min 41 s 08        |
| 9    | Djibouti  | Mahamoud Farah          | 3 min 43 s 62        |
| 10   | Malawi    | Chauncy Master          | 3 min 44 s 96        |
| 11   | Algérie   | Kamal Boulahfane        | 3 min 45 s 59        |
| 12   | Australie | Jeffrey Riseley         | 3 min 53 s 95        |

1. ↑  Contrôlé positif à l'EPO, Rashid Ramzi est déchu de sa médaille d'or le 18 novembre 2008. Le kényan Asbel Kiprop récupère par conséquent le titre vacant, Nicholas Willis la médaille d'argent et Mehdi Baala, 4e de la course, la médaille de bronze.
Ramzi rend l'or, sur le site figaro.fr le 18 novembre 2009.